# Neuroleon braunsi
Neuroleon braunsi är en insektsart som först beskrevs av Luisa Eugenia Navas 1923.  Neuroleon braunsi ingår i släktet Neuroleon och familjen myrlejonsländor. Inga underarter finns listade i Catalogue of Life.